# Świat Dryftu
Świat Dryftu (tytuł oryginału: Driftwereld) – belgijska, niderlandzkojęzyczna seria komiksowa z gatunku fantasy autorstwa Kena Broedersa, publikowana od 2018 do 2020 w odcinkach na łamach czasopisma "Eppo" i zebrana w trzech tomach wydanych w latach 2019–2021 przez oficynę Uitgeverij L. Po polsku ukazała się nakładem wydawnictwa Lost In Time.

## Fabuła
Świat Dryftu to ukryta kraina zamieszkana przez elfy i trolle. Elf Dellric Twotter, złodziej, planuje ukraść amulet przywódcy trolli. Okazuje się, że nie jest jedynym, który pragnie tej zdobyczy. W krainie pojawia się człowiek – dziewczyna imieniem Ysabeu. Ona i Dellric muszą stawić czoło niebezpieczeństwu, które może oznaczać koniec Świata Dryftu.

## Tomy
| Tom | Wydanie polskie                          | Wydanie oryginalne                        |
| --- | ---------------------------------------- | ----------------------------------------- |
| 1   | Opowieść o złodziejach i trollach (2021) | Een verhaal over dieven en trollen (2019) |
| 2   | Opowieść o czarodziejach (2021)          | Een verhaal over tovenaars (2020)         |
| 3   | Opowieść o wiedźmie (2022)               | Een verhaal over een heks (2021)          |